# Palača Holyroodhouse
Palača Holyroodhouse (angleška izgovorjava: /ˈhɒlɪruːd, ˈhoʊlɪruːd/), običajno imenovana Palača Holyrood ali samo Holyroodhouse, je uradna rezidenca britanskega monarha na Škotskem. Holyroodhouse, ki Stoji na dnu Royal Mile v Edinburgu, na nasprotnem koncu Edinburškega gradu, služi kot glavna kraljeva rezidenca na Škotskem od 16. stoletja in je prizorišče državniških dogodkov in uradne zabave.
Palača meji na opatijo Holyrood, vrtovi pa so v parku Holyrood. Kraljičina galerija je bila preurejena iz obstoječih stavb na zahodnem vhodu v palačo in je bila odprta leta 2002 za razstavo umetniških del iz kraljeve zbirke.
Kralj Karel III. v začetku poletja en teden preživi v rezidenci v Holyroodhouseu, kjer opravi vrsto uradnih obveznosti in obredov. Zgodovinski apartmaji Marije, škotske kraljice iz 16. stoletja, in državni apartmaji, ki se uporabljajo za uradno in državno pogostitev, so odprti za javnost skozi vse leto, razen ko so v rezidenci člani kraljeve družine. Palača služi tudi kot uradna rezidenca lorda visokega komisarja generalne skupščine Škotske Cerkve med letnim zasedanjem generalne skupščine.

## Zgodovina

### 12.–15. stoletje
Porušena avguštinska opatija Holyrood, ki stoji poleg palače Holyroodhouse, je bila ustanovljena leta 1128 po ukazu kralja Davida I. Ime izhaja bodisi iz legendarne vizije križa, ki ji je bil priča David I., bodisi iz relikvije pravega križa, znane kot Sveto razpelo ali Črno razpelo in ki je pripadalo sveti Margareti, Davidovi materi. Kot kraljeva fundacija in v bližini Edinburškega gradu je postala pomembno upravno središče. Leta 1177 je bil tu sprejet papeški legat, leta 1189 pa se je sestal svet plemičev, da bi razpravljali o odkupnini za ujetnika Viljema Leva. Škotski parlament se je sestal v opatiji sedemkrat med letoma 1256 in 1410, leta 1328 pa je Robert Bruce podpisal pogodbo Edinburgh-Northampton v 'kraljevi dvorani' v opatiji, kar kaže, da je morda že bila v uporabi kot kraljeva rezidenca. Leta 1371 je David II. postal prvi od več kraljev, ki so bili pokopani v opatiji Holyrood, in tam se je rodil, kronal, poročil in pokopal Jakob II. Škotski, Jakob III. Škotski in Margareta Danska sta se poročila v Holyroodu leta 1469. Zgodnja kraljeva rezidenca je bila v gostišču opatije, do poznejšega 15. stoletja pa je kralj zasedel posvečena kraljeva prenočišča.

### 16. stoletje
Med letoma 1501 in 1505 je Jakob IV. Škotski  poleg opatije zgradil gotsko palačo. Spodbuda za delo je verjetno prišla iz poroke Jakoba IV. z Margareto Tudor, ki se je zgodila v opatiji avgusta 1503, ko so dela še potekala. Palača Holyroodhouse je bila zgrajena okoli štirikotnika, ki je zahodno od samostana. Vsebovala je kapelo, galerijo, kraljeve apartmaje in veliko dvorano. Kapela je zasedala severno območje štirikotnika, kraljičini apartmaji pa del južnega območja. Zahodno območje je vsebovalo kraljevo bivališče in vhod v palačo. Zidarski mojster Walter Merlioun je zgradil dvonadstropno vhodno poslopje, ki je bilo leta 1753 porušeno, čeprav njegovi delci ostajajo v stavbi Abbey Court House iz 19. stoletja, ki stoji na Abbey Strand. Zgornje nadstropje je bilo do leta 1537 delavnica steklarja Thomasa Peeblesa, ko so ga preuredili v prostor za popravljanje kraljevih tapiserij. Leta 1512 so v vrtovih palače zgradili levjo hišo in menažerijo za kraljevega leva, cibetovko, tigre, rise in medvede. Jakob IV. je leta 1507 in 1508 v Edinburghu organiziral turnirja Divjega viteza in Črne dame. Ti dogodki so se zaključili z banketi v veliki dvorani. Kot zaključno dejanje teh gledaliških dogodkov je v dvorano prišla Črna dama s svojim španskim pažem Little Martin. S strehe se je spustil oblak in oba odnesel.
Jakob V. Škotski je palačo dodal med letoma 1528 in 1536, začenši s sedanjim stolpom Jakoba V., ki je najstarejši ohranjeni del palače. Ta ogromen pravokoten stolp, zaobljen na vogalih, je zagotovil nova kraljeva bivališča v severozahodnem vogalu palače. Prvotno je bil opremljen z dvižnim mostom, ki je vodil do glavnega vhoda (zaščitenega z rešetko) v prvem nadstropju, morda pa je bil zaščiten tudi z obrambnim jarkom in je zagotavljal visoko stopnjo varnosti. Južno območje je bilo predelano in stari kraljičini apartmaji so bili spremenjeni v novo kapelo, nekdanja kapela na severu pa je bila spremenjena v dvorano sveta, kjer so običajno potekali slovesni dogodki. Zahodno območje Jakoba IV. je bilo porušeno in zgrajeno novo v renesančnem slogu, v katerem so bile nameščene nove dvorane, vključno s kraljevo knjižnico. Simetrična sestava zahodnega območja je nakazovala, da je bil načrtovan drugi stolp na jugozahodu, čeprav ta takrat ni bil nikoli izveden. Okoli niza manjših dvoprišč so bili razporejeni Guvernerjev stolp, orožarna, kovnica, kovačnica, kuhinje in drugi servisni prostori. Prva žena Jakoba V., Madeleine Valoiška, je umrla v Holyroodhouseu leta 1537.
Angleška vojska grofa Hertfordskega je leta 1544 in 1547 med vojno Rough Wooing oplenila Edinburg in povzročila veliko škodo na palači in opatiji. Popravila je izvedla Marija Guise in maja 1559 dala v kraljevo kapelo namestiti novo oltarno sliko s slikami iz Flandrije, vstavljenimi v okvir francoskega mizarja Andrewa Mansiouna. Oltarje je pozneje istega leta uničila protestantska drhal, po formalizaciji škotske reformacije pa so bile stavbe opatije zanemarjene. Kor in transepti opatijske cerkve so bili podrti leta 1570. Ladja je bila obdržana kot župnijska cerkev Canongate. 
Kraljeve apartmaje v stolpu Jakoba V. je zasedala škotska kraljica Marija od svoje vrnitve na Škotsko leta 1561 do njene prisilne abdikacije leta 1567. Palačo so ogrevali s premogom iz Wallyforda v vzhodnem Lothianu. Kraljica je dala v južnih vrtovih postaviti lokostrelske tarče, da je lahko vadila, v parku Holyrood pa je lovila jelene. V parku je bila tudi čreda ovac, ki jih je za kraljico upravljal skrbnik John Huntar. Nekateri njeni francoski služabniki so vzpostavili odnose z ženskami v Canongateu. Oblasti Kirka tega niso odobravale in decembra 1564 so pet od teh neporočenih žensk prisilile, da so z golimi glavami stale pri križu v bližini palače. Serija slavnih avdienc, ki jih je Marija dala Johnu Knoxu, je potekala v njeni dvorani za avdience v Holyroodhouseu, s svojim drugim možem, Henryjem Stewartom, lordom Darnleyjem, pa se je poročila v svoji zasebni kapeli julija 1565. V kraljevih apartmajih je bila Marija 9. marca 1566 priča umoru Davida Rizzia, njenega osebnega tajnika. Darnley in več plemičev so vstopili v kraljičine apartmaje po zasebnem stopnišču iz Darnleyjevih lastnih apartmajev spodaj. Vdrli so h kraljici, Rizziu in štirim drugim dvorjanom, ki so bili na večerji, so Rizzia odvlekli skozi spalnico in v zunanjo sobo, kjer je bil zaboden do smrti, domnevno pa je prejel sedeminpetdeset ran z bodalom. Marija se je s svojim tretjim možem, Jamesom Hepburnom, 4. grofom Bothwellovim, poročila v palači maja 1567.
Med marijansko državljansko vojno, ki je sledila, je 25. julija 1571 William Kirkcaldy iz Grangea obstreljeval kraljeve može, ki so bili v palači, s topovi, nameščenimi na dvorišču Black Friar Yard, blizu Pleasance. Jakob VI. se je naselil v palači Holyroodhouse leta 1579, ko je začel svojo osebno vladavino. Palačo je prenovil William MacDowall z novo severno galerijo, ki jo je poslikal Walter Binning in stanovanjem za kraljevo ljubljenko Esmé Stewart. Kronanje Jakobove kraljice Anne Danske je potekalo v opatiji Holyrood leta 1590, takrat je kraljevo gospodinjstvo v palači štelo približno 600 oseb. Palača pa ni bila dovolj varna, da bi preprečila, da bi kralja in kraljico med dvema napadoma decembra 1591 in julija 1593 v njunih bivališčih presenetil Francis Stewart, 5. grof Bothwellov, plemič, vpleten v sojenje čarovnicam v North Berwicku. Trije otroci Jakoba VI., Elizabeta, Margareta in Charles, so bili krščeni v kraljevi kapeli. Škotski parlament se je med letoma 1573 in 1630 sestal v palači Holyroodhouse 29-krat.

### 17. stoletje
Jakob VI. je bil 26. marca 1603 v rezidenci v Holyroodhouseu, ko je Sir Robert Carey prispel v palačo, da bi škotskemu kralju sporočil, da je Elizabeta I. Angleška dva dni prej umrla in da je Jakob zdaj kralj Anglije in Irske. Z Jakobovim pristopom na angleški prestol in njegovo selitvijo na jug, da bi prebival v Londonu, palača ni bila več sedež stalnega kraljevega dvora. Jakob jo je obiskal leta 1617 in Kraljeva kapela je bila za to priložnost preurejena. Zahodno pročelje je bilo predelano leta 1633 v pripravah na kronanje Karla I. v opatiji Holyrood in Charles je ponovno prebival v palači od avgusta do novembra 1641. Leta 1646 je Jamesu Hamiltonu, prvemu vojvodi Hamiltonskemu in njegovim potomcem podelil funkcijo dednega oskrbnika palače. Novembra 1650 je bila palača močno poškodovana zaradi požara, medtem ko so jo zasedle čete Oliverja Cromwella. Po tem je bil velik del palače zapuščen.
Po obnovitvi Karla II. leta 1660 je palača Holyroodhouse spet postala kraljeva palača in kraj srečanja rekonstituiranega tajnega sveta. Earl of Lauderdale, državni sekretar, je začel s popravili, ki so omogočili uporabo palače, John Mylne pa je leta 1663 izvedel popoln pregled. Leta 1670 se je tajni svet odločil skoraj v celoti obnoviti palačo. Razen Holyroodhouse in gradu Windsor, Karlu II. ni uspelo dokončati nobene od svojih shem za posodobitev palače, predvsem zaradi pomanjkanja denarja. Razlog, da je bila palača Holyroodhouse obravnavana kot prednostna naloga in je bila dokončana, je bil, da je obnovo palače plačal tajni svet. Po neuspehu predlogov za politično unijo z Anglijo leta 1669 je svet želel poudariti položaj Edinburga kot kraljeve prestolnice in sedeža vlade. Takrat se je zdelo malo verjetno, da bi Karel II. kdaj obiskal Edinburgh. V praksi bi kraljeva stanovanja zasedel lord visoki komisar, druga stanovanja pa naj bi bila dana za prenočišče različnim državnim uradnikom.
Kot lord visoki komisar od 1669 do 1678 je bil John Maitland, prvi vojvoda Lauderdalski, namestnik na Škotskem in je kot glavni stanovalec nove palače skrbno nadzoroval gradbena dela. Načrte za popolno rekonstrukcijo sta pripravila sir William Bruce, generalni geodet kraljevih del, in Robert Mylne, kraljev zidarski mojster. Zasnova je vključevala gotski jugozahodni stolp, ki je zrcalil obstoječi severozahodni stolp, načrt, ki je obstajal vsaj od časa Karla I. Po kritikah Bruceovih prvotnih načrtov za notranjo razporeditev od Karla II. je Bruce preoblikoval postavitev, da bi zagotovil apartmaje kraljevih stanovanj v prvem nadstropju, s kraljičinimi apartmaji (zgrajenimi za Katarino Braganzo) v zahodnem delu in kraljevi apartmaji na jugu in vzhodu. Oba sta bila povezana z Veliko galerijo na severu, dvorana Sveta pa je zasedala jugozahodni stolp.
Gradnja se je začela julija 1671, začela se je na severozahodu, ki je bil pripravljen za uporabo v Lauderdaleu naslednje leto, do leta 1674 pa je bil velik del dela končan. Leta 1675 je lord Haltoun postal prvi izmed mnogih plemičev, ki je dobil ugodno stanovanje v palači. Druga faza del se je začela leta 1676, ko je vojvoda Lauderdale ukazal Bruceu, naj poruši in ponovno zgradi glavno zahodno fasado, kar je do leta 1679 povzročilo sedanjo zahodno fasado, ki tvori glavni vhod. Bruce je zgradil tudi kuhinjski blok jugovzhodno od štirikotnika. Do leta 1679 je bila palača rekonstruirana, večinoma v sedanji obliki. Med zaposlenimi obrtniki sta bila nizozemska tesarja Alexander Eizat in Jan van Santvoort ter njun rojak Jacob de Wet, ki je poslikal več stropov. Zapleten omet sta izvedla angleška mavčarja John Houlbert in George Dunsterfield. Novembra 1679 sta se Jakob, vojvoda Albanyjski, bodoči Jakob VII., in njegova žena Marija iz Modene nastanila v Holyroodhouseu po Jakobovem imenovanju za lorda visokega komisarja. V palači so prebivali do februarja 1680, nato pa spet od oktobra 1680 do maja 1682 in v tem obdobju je kultura v Edinburghu cvetela pod pokroviteljstvom Jakobovega viceregalnega dvora. Njegova hči Anne je prav tako prebivala v Holyroodhouseu med letoma 1681 in 1682. Ko je Jakob leta 1685 stopil na prestol, je katoliški kralj ustanovil jezuitski kolegij v kanclerjevem domu južno od palače. Jakob VII. je maja 1687 ustanovil red bodalice in opatija Holyrood je bila določena za kapelo novega reda. Notranjost kapele in jezuitski kolegij je pozneje uničila protikatoliška drhal decembra 1688, po začetku Slavne revolucije.

### 18. stoletje
Po združitvi Škotske in Anglije leta 1707 je palača izgubila svoje glavne funkcije. Urad lorda visokega komisarja je prenehal obstajati in z ukinitvijo tajnega sveta leta 1708 je svetniška dvorana postala odvečna. Vojvode Hamiltonski so kot dedni oskrbniki že leta 1684 prevzeli kraljičine apartmaje v stolpu Jakoba V., medtem ko so bili kraljevi apartmaji zanemarjeni, različni plemiči pa so zasedli stanovanja v palači.
Holyroodhouse je za kratek čas spet postala kraljeva palača, ko je Charles Edward Stuart, kot 'princ regent' svojega očeta, septembra in oktobra 1745, med jakobitsko vstajo, ustanovil dvor v palači za šest tednov. Charles je namesto v kraljevih stanovanjih zasedel stanovanja vojvode Hamiltona in prirejal plese in druge zabave v Veliki galeriji. Januarja 1746 so vladne čete Henryja Hawleyja, ki so bile nameščene v palači, po porazu jakobitske vojske v bitki pri Falkirk Muiru poškodovale kraljeve portrete v galeriji. Vojvoda Cumberlandski je med svojim pohodom proti severu v Culloden zasedel tudi stanovanja v stolpu Jakoba V. Potencial palače kot turistične atrakcije je bil že prepoznan, saj je vojvoda Hamiltonski gostom, ki so plačali, dovolil ogled stanovanj Marije I. Škotske v stolpu Jakoba V. Območje opatije Holyrood, ki se razteza na celoten park Holyrood, je bilo od 16. stoletja označeno kot zatočišče dolžnikov. Tisti, ki so bili v dolgovih, so se lahko izognili svojim upnikom in zaporu, tako da so se naselili v svetišču in majhna skupnost je zrasla zahodno od palače. Prebivalci, pogovorno znani kot Abbey Lairds, so lahko zapustili svetišče ob nedeljah, ko aretacije niso bile dovoljene. Območje je nadzoroval baillie in več stražarjev, ki jih je imenoval oskrbnik Holyroodhousea. Policisti sedaj sestavljajo ceremonialno stražo v palači.

### 19. stoletje
Po francoski revoluciji je Jurij III. Britanski dovolil grofu d'Artoisu, izgnanemu mlajšemu bratu Ludvika XVI. Francoskega, da živi v palači Holyroodhouse. Artois - ki bi leta 1824 pristopil k francoskemu prestolu kot Karel X. - je bival v Holyroodhouseu od 1796 do 1803. Zasedel je kraljeve apartmaje in v tem obdobju je bila palača prenovljena. Artois je izkoristil zatočišče, ki ga je nudila opatija, da bi se izognil svojim upnikom. Njegova sinova, Louis Antoine in Charles Ferdinand, sta tudi preživela obdobja v Holyroodhouseu z očetom.
[[File:Holyrood Palace by Thomas Keith.jpg|left|thumb|Palača Holyrood, negativ povoščenega papirja Thomasa Keitha, ok. 1856. Oddelek za zbirke slik, Narodna galerija umetnostne knjižnice, Washington DC]
Med obiskom Škotske leta 1822 je kralj Jurij IV. postal prvi vladajoči monarh po Karlu I. leta 1641, ki je obiskal palačo Holyroodhouse. Čeprav je bil nastanjen v palači Dalkeith, je imel kralj naselbino v Holyroodhouseu, prejemal je naslove in pokazal mu je zgodovinske apartmaje Marije I. Škotske. Ukazal je popravila palače, vendar je izjavil, da morajo biti prostori kraljice Marije zaščiteni pred kakršnimi koli prihodnjimi spremembami. Med letoma 1824 in 1834 je Robert Reid nadziral dela, vključno z rušenjem vseh obrobnih stavb severno in južno od štirikotnika ter preoblikovanjem južne fronte. Po julijski revoluciji leta 1830 je Karel X. Francoski ponovno odšel v izgnanstvo in oktobra je znova prispel v Holyroodhouse, skupaj s svojim vnukom in dedičem Henrijem, grofom Chambordskim, vojvodo in vojvodinjo Angoulême, vojvodinjo Berry, Louise Marie Thérèse d'Artois in njihovim gospodinjstvom. Bourboni so ostali v Edinburgu do septembra 1832, ko so se preselili v Prago. Leta 1834 se je Viljem IV. strinjal, da lahko lord visoki komisar generalne skupščine škotske cerkve uporablja palačo med letnim srečanjem generalne skupščine in ta tradicija se nadaljuje še danes.
Ob prvem obisku kraljice Viktorije na Škotskem leta 1842 je prav tako bivala v palači Dalkeith, zaradi izbruha škrlatinke v bližini pa ji je bil preprečen obisk Holyroodhousea. Prenove je izvedel Robert Matheson iz urada za dela v pripravah na rezidenco kraljice in princa Alberta v palači iz leta 1850, kraljeve apartmaje pa je prenovil David Ramsay Hay: kraljevi kabinet je bil uporabljen kot kraljičina zajtrkovalnica, kraljeva predsoba kot kraljičina spalnica, kraljeva spalnica pa je postala garderoba princa Alberta. Kip Viktorije je bil postavljen v dvorišču leta 1851 (leta 1858 ga je zamenjal vodnjak), leta 1855–56 pa je Robert Matheson preuredil kraljevo risalno sobo (sedanjo prestolno sobo). V naslednjih nekaj letih so bila stanovanja različnih plemičev postopoma odvzeta in leta 1871 je Viktorija lahko prevzela v posest stanovanja v drugem nadstropju, ki so jih prej zasedali vojvode Argyllski (na podlagi njihovega položaja gospodarjev gospodinjstva) kot njena zasebna stanovanja, s čimer se bodo kraljevi apartmaji lahko uporabljali kot javna stanovanja. Od leta 1854 so bila zgodovinska stanovanja v stolpu Jakoba V. uradno odprta za javnost. Viktorija je nazadnje prebivala v palači novembra 1886.

### 20. stoletja do danes
Čeprav je leta 1903 na kratko obiskal Edvard VII. Britanski, je bil Jurij V. tisti, ki je spremenil Holyroodhouse v sodobno palačo z namestitvijo centralnega ogrevanja, električne razsvetljave, posodobitvijo kuhinj ter dodatkom novih kopalnic in dvigala. Leta 1922 je bila palača izbrana za mesto škotskega nacionalnega spomenika Edvardu VII., kip Edvarda pa je bil postavljen na dvorišču, obrnjen proti opatiji. V sklopu obeležja je bilo tudi Preddverje obdano z obzidjem, bogato okrašenimi kovanimi ograjami in vrati. Palača je bila uradno določena kot uradna rezidenca monarha na Škotskem in je postala lokacija za redne kraljeve slovesnosti in dogodke.
Britanski monarh vsako poletje preživi en teden (znan kot 'kraljevi teden') v palači Holyroodhouse. Medtem ko je služil kot vojvoda Rothesayski, je Karel III. en teden na leto bival v Holyroodhouseu in opravljal uradne dolžnosti. Po smrti kraljice Elizabete II. na gradu Balmoral septembra 2022 so njeno krsto prepeljali v palačo, kjer je počivala v prestolni sobi od 11. do 12. septembra, preden so jo v procesiji odnesli v stolnico sv. Gilesa. To so bile prve pogrebi monarha na Škotskem od pokopa Jakoba V. v opatiji Holyrood januarja 1543.
Investicije in banketi potekajo v Veliki galeriji palače, avdienca je v jutranji sobi, kosila in sprejemi potekajo v prestolni sobi, večerje potekajo v državni jedilnici, letne vrtne zabave pa gostijo v vrtovih. Ko je kralj v rezidenci, se uporablja škotska različica kraljevega standarda Združenega kraljestva; ves drugi čas je prikazana škotska kraljeva zastava. Med kraljevimi obiski kraljeva četa lokostrelcev sestavlja njegovo ceremonialno telesno stražo, visoki policisti Holyroodhousea pa zagotavljajo častno stražo. Slovesnost predaje ključev, na kateri kralj edinburški lord provost uradno izroči ključe Edinburgha, poteka na dvorišču ob njegovem prihodu. Poročni sprejem Zare Phillips in Mika Tindalla je potekal v palači po njuni poroki v Canongate Kirk leta 2011.
V vlogi uradne rezidence monarha na Škotskem je palača Holyroodhouse gostila številne tuje obiskovalce in dostojanstvenike, vključno z norveškima kraljema Olavom V. in Haraldom V., švedskim kraljem Karlom XVI. Gustavom, Mihailom Gorbačovom, Françoisom Mitterrandom, Helmut Kohl, Nelson Mandela, Vladimir Putin, Mary McAleese, papež Benedikt XVI. in Justin Trudeau. Zasedanje Evropskega sveta je potekalo v palači decembra 1992 med britanskim predsedovanjem Svetu. Kraljica Elizabeta II. je priredila večerjo v Holyroodhouseu za voditelje vlad Commonwealtha oktobra 1997 med srečanjem voditeljev vlad Commonwealtha v Edinburghu. Od leta 1834 lord visoki komisar generalne skupščine škotske cerkve prebiva v palači za en teden vsako leto, medtem ko generalna skupščina zaseda.
Palača Holyroodhouse ostaja v lasti krone. Kot uradna kraljeva rezidenca na Škotskem so gradbena in vzdrževalna dela na palači in opatiji v pristojnosti škotske vlade, v njenem imenu pa jih izvaja Direktorat za ohranjanje zgodovinskega okolja Škotske. Javni dostop upravlja sklad Royal Collection Trust, s prihodki, ki se uporabljajo za podporo dela sklada kot skrbnika kraljeve zbirke. Aprila 2016 je sklad Royal Collection Trust objavil, da bo financiral 10 milijonov funtov vreden projekt za prenovo zunanjega prostora v Holyroodhouseu, vključno z opatijo Holyrood, posestvom in dvoriščem. Projekt je bil zaključen konec leta 2018 v sodelovanju s Historic Environment Scotland in je vključeval obnovo stavb Abbey Strand, v katerih je zdaj učni center.

## Arhitektura
Palača Holyroodhouse, kakršna je danes, je zasnoval sir William Bruce in je bila zgrajena med letoma 1671 in 1678, z izjemo severozahodnega stolpa iz 16. stoletja, ki ga je zgradil Jakob V. Palača je postavljena okrog središča, klasična trinadstropna in mansardna štirikotna razporeditev. Palača se razteza približno 70 m od severa proti jugu in 70 m od vzhoda proti zahodu. Severozahodni stolp iz 16. stoletja je uravnotežen z ujemajočim se jugozahodnim stolpom, vsak s parom okroglih kotnih stolpičev s kroglastimi zaključki, stožčastimi zvončastimi strehami. Stolpa povezuje vdolbino dvonadstropno pročelje, z osrednjim glavnim vhodom, ki ga obkrožajo velikanski dorski stebri, na vrhu pa je izrezljan grb Škotske. Nad krakoma se dviga okronana kupola z uro za zlomljenim pedimentom, ki ga podpirajo delfini, na katerem sta dve ležeči figuri.
Severno in južno pročelje imata simetrični trinadstropni fasadi, ki se dvigata zadaj skrajno levo in desno od dvonadstropnega zahodnega pročelja s pravilno razporeditvijo lokov. Splošna popravila je dokončal arhitekt Robert Reid med letoma 1824 in 1834, ki so vključevala delno prezidavo jugozahodnega kotnega stolpa in preoblikovanje celotnega južnega sprednjega dela v kamen, da se ujema z vzhodnim. Vzhodna (zadnja) višina ima 17 trakov z rahlo prekrivajočimi se pilastri treh klasičnih redov v vsakem nadstropju. Ruševine opatijske cerkve se povezujejo s palačo na severovzhodnem vogalu. Za notranji štirikotnik je Bruce zasnoval piazzo s stebri z devetimi loki na severni, južni in vzhodni fasadi s pilastri, spet iz treh klasičnih redov, da nakaže pomembnost treh glavnih nadstropij. Navadni dorski red se uporablja za dele v pritličju, jonski red se uporablja za državne apartmaje v prvem nadstropju, medtem ko se dovršen korintski red uporablja za kraljeve apartmaje v drugem nadstropju.
Arhitekturni zgodovinar Dan Cruickshank je palačo izbral kot eno od svojih osmih izbir za BBC-jevo knjigo The Story of Britain's Best Buildings iz leta 2002.

### Notranjost
Palača Holyroodhouse pokriva 8093 m² površine in vsebuje 289 sob. Zasebni apartmaji kralja in drugih članov kraljeve družine so v drugem nadstropju južnega in vzhodnega krila. 17 sob, odprtih za javnost, vključuje državne apartmaje iz 17. stoletja, Veliko galerijo in apartmaje iz 16. stoletja v stolpu Jakoba V. Slika Incident v uporu leta 1745 Davida Morierja je v avli palače.

### Državna stanovanja
Veliko stopnišče v jugozahodnem kotu štirikotnika ima baročni strop iz 17. stoletja z mavčnimi angeli, ki nosijo časti Škotske. Italijanske slike na stenah so fragmenti fresk, ki jih je okoli leta 1550 naslikal Lattanzio Gambara in prikazujejo prizore iz Ovidovih Metamorfoz. Leta 1856 jih je kupil princ Albert in sem jih postavil leta 1881. Na vrhu stopnišča so vhodi v zahodno risalno sobo - nekdanjo sobo sveta - in kraljevo jedilnico. Slednja je bila prvotno dvorana kraljičine straže in je bila del kraljičinih apartmajev. Okras jedilnice v slogu Adam izvira iz okoli leta 1800, ko je bila ta del stanovanj vojvode Hamiltona. Soba je bila prvič uporabljena kot jedilnica ob koncu vladavine kraljice Viktorije in se kot taka še naprej uporablja. V sobi so portreti Bonnie, princa Charlieja, Jurija IV., Viktorije in Elizabete II., skupaj s 3000 kosi srebrnega banketnega servisa, ki je bil naročen ob obeležitvi srebrnega jubileja Jurija V. leta 1935.
Kraljevi apartmaji so zasedali celotno južno in vzhodno stran štirikotnika. Nabor sob, do katerega se je dostopalo z velikega stopnišča, je obsegal sobo za stražarje, sobo za prisotnost, zasebno sobo, predsobo, spalnico in kabinet. Stopnja zasebnosti in bogastvo okrasja sta se povečevala zaporedoma. Prestolna soba je bila prvotno dvorana kraljeve straže, vendar so jo uporabljali kot kraljevo risalnico od obiska Jurija IV. leta 1822, ko so na zahodnem koncu sobe postavili prestol in državni baldahin. Kraljica Viktorija je sobo uporabljala kot jedilnico, preden je leta 1871 postala prestolna soba. Prestol iz leta 1822 je bil leta 1911 nadomeščen s parom prestolnih stolov, narejenih za Jurija V. in kraljico Marijo, ki sedita na odru pod škotskim kraljevim grbom. Leta 1929 so postavili nov strop, ki se je ujemal z ostalimi v kraljevih apartmajih, in vgradili stene s hrastovimi opaži, ki vključujejo slike. Slike vključujejo portret Karla II. Johna Michaela Wrighta in portrete Petra Lelyja Katarina iz Braganze, Jakoba VII. in Marije iz Modene.
Večerna risalnica je bila prvotno avdienčna dvorana Karla II., kjer je kralj sprejemal pomembne obiskovalce. Okrašeni mavčni strop je ena od prvotnih serij, zasnovanih za označevanje poti procesije do kraljeve spalnice. Kraljeva družina uporablja sobo za sprejeme. Jutranja risalna soba je bila tajna soba Karla II. Strop je v vogalih okrašen s kerubi in orli s kraticami Karla II. in častmi Škotske, medtem ko dolge osrednje plošče prikazujejo heraldične leve in samoroge. Francoske tapiserije, kupljene za Karla II. leta 1668, pripovedujejo zgodbo o Diani, boginji lova. Karel III. uporablja Morning Drawing Room za zasebno avdienco prvega ministra, predsedujočega škotskega parlamenta in drugih gostujočih dostojanstvenikov.
Kraljeva predsoba, spalnica in kabinet so razporejeni vzdolž vzhodne strani palače. Kraljeva spalnica v središču vzhodne fasade ima najlepši mavčni strop iz 17. stoletja, nadgrajen s slikami Herkula Jacoba de Weta II. Državna postelja iz 17. stoletja je bila v palači od leta 1684 in je bila verjetno izdelana za vojvode Hamiltonove, čeprav so jo dolgo imenovali »postelja kraljice Marije«, ko je zasedala sobe Marije, škotske kraljice. Kraljevi kabinet je bil zasnovan kot kraljeva delovna soba.

### Velika galerija
Velika galerija, dolga 45 m, je največja soba v palači in povezuje Kraljevi kabinet na vzhodni strani s Kraljičinim preddverjem v stolpu Jakoba V. na zahodu. Galerija ima par dimnikov iz črnega marmorja v dorskem obrobju, uokvirjena z jonskimi pilastri. Najpomembnejše okrasne značilnosti galerije so 96 od 111 izvirnih portretov škotskih monarhov, začenši z legendarnim Fergusom I., ki naj bi vladal od leta 330 pred našim štetjem. Nizozemskemu slikarju Jacobu de Wetu je Karel II. naročil portrete, ki prikazujejo tako resnične kot legendarne monarhe, od Fergusa I. do Jakoba VII. Portreti so bili dokončani med letoma 1684 in 1686 in slavijo škotsko kraljevsko krvno linijo, ki so jo Škoti podpirali zaradi njene kontinuitete in antike kot pomemben del svoje nacionalne identitete v 17. stoletju. Velika galerija je skozi stoletja služila številnim namenom. Po Uniji leta 1707 je bilo to prizorišče volitev škotskih predstavnikov v lordski zbornici do leta 1963. Bonnie Prince Charlie je med svojo kratko okupacijo prirejal večerne bale v galeriji in po zmagi v bitki pri Falkirku v januarju Muir 1746 so bile poražene vladne čete nastanjene v Galeriji. Medtem ko je bil grof d'Artois v rezidenci, je služila kot katoliška kapela, v začetku 20. stoletja pa so jo uporabljali kot državno jedilnico. Danes se uporablja za velike prireditve, vključno za investiture in bankete. Galerija vsebuje stol Tam o' Shanter, hrastov fotelj v gotskem slogu, ki slavi delo Roberta Burnsa. Izdelal ga je John Underwood iz Ayrja iz dela strehe Alloway Auld Kirk, ki je prizorišče večjega dela pesmi Tam o' Shanter. V času, ko je bil Burns na vrhuncu slave, je Kirk postal ruševina in les strehe je bil uporabljen za izdelavo številnih spominkov povezanih z Burnsom. Stol je bil predstavljen Juriju IV. leta 1822.

### Stolp Jakoba V
V sklop sob v prvem nadstropju stolpa Jakoba V se dostopa iz kraljičinega preddverja in obsega kraljičino predsobo in kraljičino spalnico, iz katere vodita dve sobi s stolpiči ali kabineta. V 1560-ih je te prostore zasedel lord Darnley in po prezidavi palače v 1670-ih so postale del kraljičinih apartmajev. Vojvoda Hamilton je od leta 1684 prevzel prostore v stolpu Jakoba V., predsoba pa je postala vojvodova jedilnica. Velik del okrasja te sobe je iz sredine 19. stoletja, ko so bili zgodovinski apartmaji v stolpu Jakoba V. odprti za obiskovalce. Soba vsebuje tudi vrsto tapiserij in portretov Elizabete, češke kraljice, hčere Jakoba VI.
Kraljičina spalnica (znana tudi kot spalnica lorda Darnleyja) prevladuje tako imenovana postelja 'Darnley'. Postelja je bila dejansko dobavljena vojvodi Hamiltonu leta 1682. Povezovanje s Stuartom je zagotovil Bonnie Prince Charlie, ki je leta 1745 zasedel stanovanja vojvode Hamiltona in spal v tej postelji. Soba je povezana z majhnim spiralnim stopniščem s spalnico Marije I. Škotske v drugem nadstropju.
Apartma v drugem nadstropju stolpa Jakoba V. je od leta 1561 do 1567 zasedala škotska kraljica Marija. Zunanja dvorana škotske kraljice Marije je bila tam, kjer je Marija sprejemala svoje obiskovalce in kjer je potekala njena slavna avdienca z Johnom Knoxom. To je tudi soba, v kateri je bil zaboden David Rizzio, Marijin zasebni tajnik, njegov domnevni krvni madež pa je viden na mestu, kjer je ostalo njegovo truplo. Soba se zdaj uporablja za prikaz številnih relikvij Stuartov in Jakobitov, ki so jih zbirali zaporedni monarhi. Med relikvijami, povezanimi s kraljico Marijo, je vezenina mačke in miši, narejena, ko je bila v ujetništvu v Angliji. To morda namiguje na njeno razmerje z njeno sestrično, Elizabeto I. Angleško, z Marijo kot miško in Elizabeto mačko. Tako imenovani Darnleyjev dragulj je bil verjetno narejen za Margareto, grofico Lennoxovo, mater drugega moža kraljice Marije, lorda Darnleyja. Emblemi in napisi se nanašajo na grofičine upe in ambicije glede njenega vnuka, bodočega Jakoba VI. Dragulj je kupila kraljica Viktorija iz zbirke Horacea Walpola leta 1842. Spomenik lordu Darnleyju so prav tako naročili starši lorda Darnleyja po njegovem umoru in morda nakazuje, da je kraljica Mary vpletena v njegovo smrt. Več napisov je bilo odstranjenih, verjetno jih je napisal Jakob VI., upodobljen kot otrok na sliki, ki žaluje za očetom. Hrastov kasetiran strop v spalnici Marije I. je iz časa kraljice Marije, monograma IR (Jacobus Rex) in MR (Maria Regina) pa se nanašata na njene starše, Jakoba V. in Marijo Guis. Pod stropom je friz, poslikan v grizaju z odlikovanjem Škotske.

## Vrtovi in posest
Vrtovi palače se razprostirajo na približno 4,0 ha znotraj veliko večjega parka Holyrood. V 16. stoletju je bil severno od palače zasebni vrt, do katerega se je dostopalo po leseni galeriji s severozahodnega stolpa. To je bilo odstranjeno leta 1857, ko se je princ Albert začel zanimati za zemljišča in oblikoval novo cesto proti severu, da bi se izognil barakarskim četrtim Canongate in uredil vrt v njegovi sedanji obliki.
Majhna vrtna stavba, ohranjena iz 16. stoletja, je znana kot kopališče kraljice Marije, čeprav se domneva, da ni bila uporabljena za kopanje. Sončno uro severno od palače je leta 1633 izklesal John Mylne, medtem ko je vodnjak iz peščenjaka v središču preddverja leta 1858 postavil Robert Matheson in temelji na zasnovi vodnjaka iz 16. stoletja v palači Linlithgow. Okrasne zaslone in okrasna vhodna vrata iz kovanega železa na severu, zahodu in jugu dvorišča je zasnoval George Washington Browne in so bili postavljeni leta 1920 kot spomenik Edvardu VII., skupaj s kipom Edvarda Henryja Snella Gamleyja, ki je leta 1922 predstavil Jurij V. Stavbe zahodno od dvorišča so vhodno poslopje in nekdanje stražarske sobe (1861) (ki so nadomestile najemniške prostore zatočišča za dolžnike), palača, nekdanji hlevi (1861), kavarna v palači na dvorišču Mews in Kraljičina galerija.
Leta 1987 sta bila palača in park Holyrood dodana v seznam vrtov in oblikovanih krajin na Škotskem.